# MythBusters
MythBusters, trasmesso in Italia anche con il titolo MythBusters - Miti da sfatare, è un programma televisivo di divulgazione scientifica, prodotto dall'azienda australiana Beyond Television Production e trasmesso da Discovery Channel.

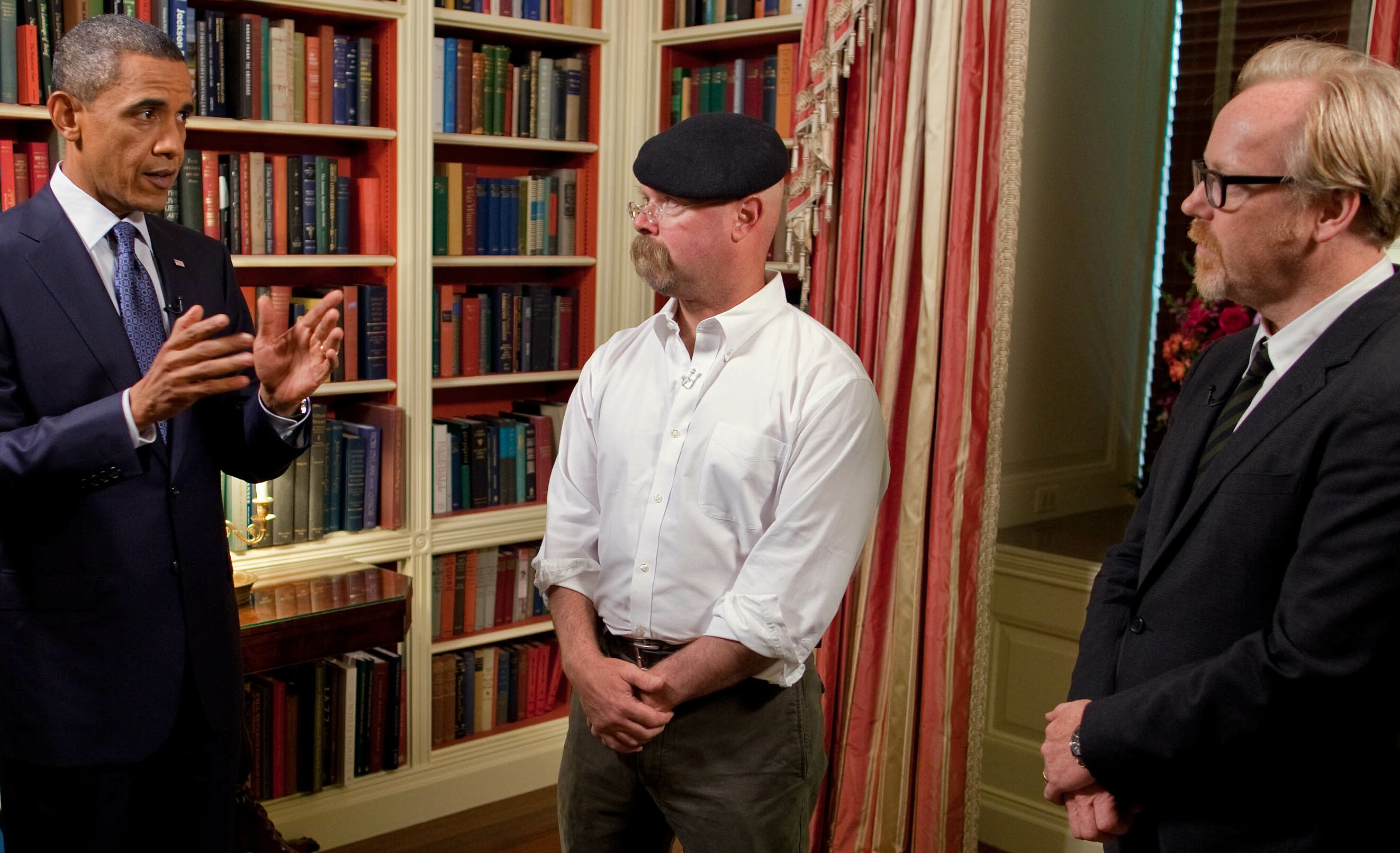
Adam Savage e Jamie Hyneman di MythBusters alla Casa Bianca dal presidente Barack Obama nel 2010

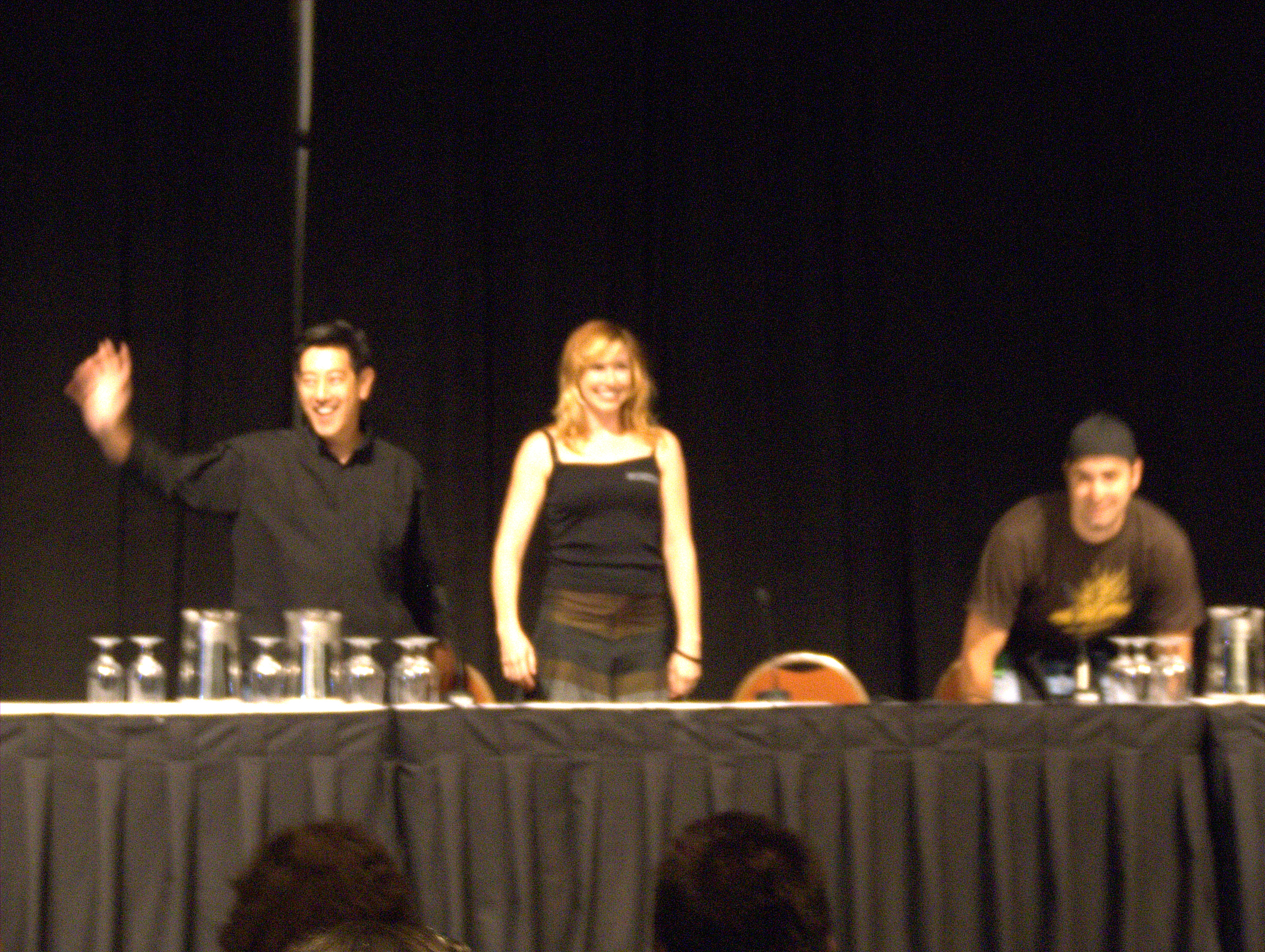
Grant Imahara, Kari Byron e Tory Belleci di MythBusters al Dragon Con nel 2006

## Il programma
Il programma è condotto da Adam Savage e Jamie Hyneman, due esperti di effetti speciali (hanno insieme più di trent'anni di esperienza nel ramo), che mettono alla prova la validità di numerose leggende urbane e miti.
Nelle prime serie i due lavoravano da soli costituendo la cosiddetta main crew, affiancati poi da Salvatore "Tory" Belleci, Kari Byron e, almeno inizialmente, da Scottie Chapman, sostituita successivamente da Grant Imahara, anch'essi esperti di effetti speciali, che invece costituiscono il build team. A metà della stagione del 2009, Kari Byron, diventata madre, ha abbandonato lo show, sostituita da Jessi Combs. Durante lo spettacolo usufruiscono di un manichino da crash test chiamato "Buster" (sostituito più volte dopo miti un po' turbolenti, come cercare di sopravvivere alla caduta di un ascensore o al frontale con un tir) per i test che riguardano i traumi fisici e un bambolotto di gel balistico (che riproduce la consistenza dei tessuti dermici e muscolari umani) per i test riguardanti la penetrazione di un oggetto nel corpo. Più volte si sono avvalsi di aiuti esterni, come il dipartimento dei vigili del fuoco di San Francisco, il dipartimento di polizia, ecc. In una puntata hanno addirittura chiesto aiuto alla NASA, per testare il mito "del falso allunaggio".
Le puntate durano 44 minuti, e i miti affrontati in ognuna variano da 2 fino ad addirittura 8. La serie oltre a puntate nella norma contiene anche special (natalizi o miti rivisitati). Per ogni puntata il team ha a disposizione un budget di 10 000 dollari e una settimana di tempo (per alcuni miti hanno impiegato mesi, per altri addirittura un anno). Molte volte hanno esaudito le richieste di alcuni fan ripetendo diversi test, dopo che i fan avevano segnalato errori o omissioni nell'esecuzione precedente.
Lo spettacolo è filmato principalmente nella zona nella San Francisco Bay Area dove sono collocate le Industrie M5 (fondate da Jamie), nella California settentrionale e al poligono di tiro della Contea di Alameda (Alameda County Sheriff - Firing Range) situato a Dublin non lontano da San Jose. A volte la squadra si è spostata in zone lontane (Sudafrica o altri stati degli Stati Uniti come Florida, Minnesota o Alaska) per testare miti, per esempio, balistici. Il 21 agosto 2014, Tory Belleci, Grant Imahara e Kari Byron hanno annunciato di aver lasciato MythBusters.
Il 21 ottobre 2015 è stato annunciato dai presentatori del programma che la serie si sarebbe conclusa nel 2016. L'ultimo episodio è stato trasmesso il 6 marzo 2016.
Il 28 maggio 2017 le puntate della quarta e quinta stagione sono state pubblicate su Netflix.
Il 15 novembre 2017 è uscita la quindicesima stagione della serie con nuovi MythBusters.

## Puntate
Non esiste un sistema coerente per dividere gli episodi di MythBusters in stagioni. Il sito ufficiale dei MythBusters elenca gli episodi per anno. D'altra parte, Discovery vende set di DVD per "stagioni", che a volte seguono l'anno solare e a volte no. Inoltre, i negozi e Discovery stesso vendono anche delle "collezioni", che dividono gli episodi in modo diverso, ogni raccolta ha circa 10 o 12 episodi. Tuttavia, in seguito alla fine del programma, la serie è stata distribuita in diversi Paesi, inclusi Stati Uniti e Italia, come suddivisa in stagioni in base all'anno in cui ogni episodio è stato trasmesso, sistema oramai utilizzato anche per la vendita dei DVD.
La tabella che segue è organizzata per anno della prima TV, seguendo di conseguenza il criterio di suddivisione degli episodi introdotto in seguito alla fine del programma.
| Stag.    | Anno      | Episodi (inclusi speciali) | Prima TV USA      | Prima TV USA     | Prima TV Italia | Conduzione                                                          | Conduzione                                                          | Conduzione                                                          | Conduzione                                                          | Conduzione                                                          |
| -------- | --------- | -------------------------- | ----------------- | ---------------- | --------------- | ------------------------------------------------------------------- | ------------------------------------------------------------------- | ------------------------------------------------------------------- | ------------------------------------------------------------------- | ------------------------------------------------------------------- |
| Pilota   | 2003      | 3                          | 23 gennaio 2003   | 7 marzo 2003     |                 | Jamie Hyneman                                                       | Adam Savage                                                         | -                                                                   | -                                                                   | -                                                                   |
| 1        | 2003      | 8                          | 23 settembre 2003 | 12 dicembre 2003 |                 | Jamie Hyneman                                                       | Adam Savage                                                         | -                                                                   | -                                                                   | -                                                                   |
| 2        | 2004      | 17                         | 11 gennaio 2004   | 22 dicembre 2004 |                 | Jamie Hyneman                                                       | Adam Savage                                                         | -                                                                   | -                                                                   | -                                                                   |
| 3        | 2005      | 26                         | 2 febbraio 2005   | 16 novembre 2005 |                 | Jamie Hyneman                                                       | Adam Savage                                                         | -                                                                   | -                                                                   | -                                                                   |
| 4        | 2006      | 28                         | 11 gennaio 2006   | 13 dicembre 2006 |                 | Jamie Hyneman                                                       | Adam Savage                                                         | Kari Byron*                                                         | Tory Belleci                                                        | Grant Imahara                                                       |
| 5        | 2007      | 25                         | 10 gennaio 2007   | 12 dicembre 2007 |                 | Jamie Hyneman                                                       | Adam Savage                                                         | Kari Byron*                                                         | Tory Belleci                                                        | Grant Imahara                                                       |
| 6        | 2008      | 20                         | 16 gennaio 2008   | 19 novembre 2008 |                 | Jamie Hyneman                                                       | Adam Savage                                                         | Kari Byron*                                                         | Tory Belleci                                                        | Grant Imahara                                                       |
| 7        | 2009      | 23                         | 8 aprile 2009     | 28 dicembre 2009 | 4 marzo 2010    | Jamie Hyneman                                                       | Adam Savage                                                         | Kari Byron*                                                         | Tory Belleci                                                        | Grant Imahara                                                       |
| 8        | 2010      | 25                         | 4 gennaio 2010    | 22 dicembre 2010 |                 | Jamie Hyneman                                                       | Adam Savage                                                         | Kari Byron*                                                         | Tory Belleci                                                        | Grant Imahara                                                       |
| 9        | 2011      | 22                         | 6 aprile 2011     | 30 novembre 2011 |                 | Jamie Hyneman                                                       | Adam Savage                                                         | Kari Byron*                                                         | Tory Belleci                                                        | Grant Imahara                                                       |
| 10       | 2012      | 22                         | 25 marzo 2012     | 25 novembre 2012 |                 | Jamie Hyneman                                                       | Adam Savage                                                         | Kari Byron*                                                         | Tory Belleci                                                        | Grant Imahara                                                       |
| 11       | 2013      | 12                         | 1º maggio 2013    | 17 ottobre 2013  |                 | Jamie Hyneman                                                       | Adam Savage                                                         | Kari Byron*                                                         | Tory Belleci                                                        | Grant Imahara                                                       |
| 12       | 2014      | 15                         | 4 gennaio 2014    | 21 agosto 2014   |                 | Jamie Hyneman                                                       | Adam Savage                                                         | Kari Byron*                                                         | Tory Belleci                                                        | Grant Imahara                                                       |
| 13       | 2015      | 14                         | 10 gennaio 2015   | 5 settembre 2015 | 21 maggio 2015  | Jamie Hyneman                                                       | Adam Savage                                                         | -                                                                   | -                                                                   | -                                                                   |
| 14       | 2016      | 12                         | 2 gennaio 2016    | 6 marzo 2016     |                 | Jamie Hyneman                                                       | Adam Savage                                                         | -                                                                   | -                                                                   | -                                                                   |
| 15       | 2017      | 6                          | 15 novembre 2017  | 20 dicembre 2017 |                 | Jon Lung                                                            | Brian Louden                                                        | -                                                                   | -                                                                   | -                                                                   |
| 16       | 2018      | 8                          | 3 gennaio 2018    | 28 febbraio 2018 |                 | Jon Lung                                                            | Brian Louden                                                        | -                                                                   | -                                                                   | -                                                                   |
| Speciali | 2004-2013 | 13                         | 21 marzo 2004     | 1 maggio 2013    |                 | Conduttori a seconda dell'anno di produzione dell'episodio speciale | Conduttori a seconda dell'anno di produzione dell'episodio speciale | Conduttori a seconda dell'anno di produzione dell'episodio speciale | Conduttori a seconda dell'anno di produzione dell'episodio speciale | Conduttori a seconda dell'anno di produzione dell'episodio speciale |

*Sostituita per alcune puntate nel 2009 da Jessi Combs a causa della sua gravidanza.

## Classificazione dei risultati
I risultati dei test possono essere:
- Sfatato (Busted): il mito non può essere riprodotto nella realtà poiché si basa su circostanze non possibili realmente o il risultato prodotto non può essere conforme al mito in questione.
- Plausibile (Plausible): i test hanno dimostrato che il fenomeno in sé può accadere in circostanze lievemente diverse da quelle del mito originale, non dimostrando però che la leggenda sia effettivamente reale. Se un mito dovesse essere sfatato, i MythBusters tentano di renderlo plausibile cambiando i suoi fattori ed escludendo tutte le variabili possibili.
- Confermato (Confirmed): i test hanno avuto risultati tali da ritenere che il mito in questione sia realmente fattibile calcolando anche delle prove certe che situazioni simili o identiche si siano veramente verificate.

## Popolarità ed influenza
I due conduttori hanno avuto un cameo nel film The Darwin Awards - Suicidi accidentali per menti poco evolute (che tratta di morti strane ed assurde), nella serie televisiva CSI: Scena del crimine, nell'episodio Le stringhe (che tratta proprio di alcuni casi di omicidi strani da "leggenda urbana"); e nella serie NCIS, nell'episodio Una notte a Baltimora, dove si vedono Jamie e Adam provare dei composti incendiari per un mito. Compaiono inoltre nell'episodio La figlia sorge ancora della ventitreesima stagione de I Simpson, dove viene mostrata una parodia del programma.

## Doppiatori italiani
| Doppiatori           | Nomi                              |
| -------------------- | --------------------------------- |
| Gianluca Tusco       | Adam Savage                       |
| Massimiliano Plinio  | Jamie Hyneman                     |
| Gaetano Lizzio       | Tory Belleci                      |
| Gabriele Trentalance | Grant Imahara Narratore (1^ voce) |
| Daniela Abbruzzese   | Kari Byron                        |
| ?                    | Jessi Combs                       |
| Gian Luca Caruso     | Grant Imahara (1^ voce)           |
| Alessio Cigliano     | Narratore                         |
| Gianni Bersanetti    | voci varie                        |